# Casque d'Or (film)
Pour les articles homonymes, voir Casque d'or.
Pour plus de détails, voir Fiche technique et Distribution.
Casque d'Or est un film dramatique français réalisé par Jacques Becker, sorti en 1952. Il est inspiré de la vie d’Amélie Élie, une prostituée surnommée « Casque d'Or ».

## Synopsis
Les apaches de la bande à Leca (interprété par Claude Dauphin), des voyous qui hantent le quartier de Belleville, ont investi avec leurs femmes une guinguette du bord de Marne, à Joinville-le-Pont. Marie (Simone Signoret), une prostituée surnommée « Casque d'Or » en raison de son étincelante chevelure blonde, s'est fâchée avec son amant du moment, le distingué Roland (William Sabatier).
Surgit alors Raymond (Raymond Bussières), accompagné de son ami d'enfance, Georges dit « Jo » Manda (Serge Reggiani), un apache repenti, devenu charpentier. Entre la belle et le charpentier, le coup de foudre est immédiat. Une passion destructrice, sur fond de rivalité au sein de la bande, unit les deux amants…
Un duel au couteau entre Roland et Manda pour l'amour de Casque d'Or aboutit à la mort de Roland.
Du fait de l'irruption de la police, Leca et sa bande, qui ont assisté au duel, prennent la fuite. Manda se réfugie chez Casque d'Or. Leur liaison amoureuse est révélée à Leca. Convoitant lui aussi Casque d'Or, il fait accuser Raymond d'être l'assassin de Roland.
Raymond est arrêté. Les policiers croient en sa culpabilité car il est en possession de la montre de Roland. Manda, apprenant cela, se dénonce à la police. Il est emprisonné mais Raymond reste néanmoins incarcéré.
Marie se résout alors à aller chez Leca afin de négocier l'évasion de son amant. Leca exige qu'elle couche avec lui. Casque d'Or lui cède mais, après coup, Leca trahit sa promesse et refuse de l'aider.
Casque d'Or organise alors seule l'évasion de Raymond et Manda, lors d'un transfert des prisonniers. Juste avant, Manda avait appris que Raymond avait été dénoncé par Leca. L'évasion réussit, mais Raymond est atteint par le tir d'un policier. Comprenant que Marie avait été contrainte de coucher avec Leca, Manda n'a plus qu'une idée en tête : se venger et rendre justice à Raymond en tuant Leca.
Manda réussit à abattre Leca. Arrêté, Manda est condamné à mort : il est guillotiné à l'aube, sous les yeux de Casque d'Or.

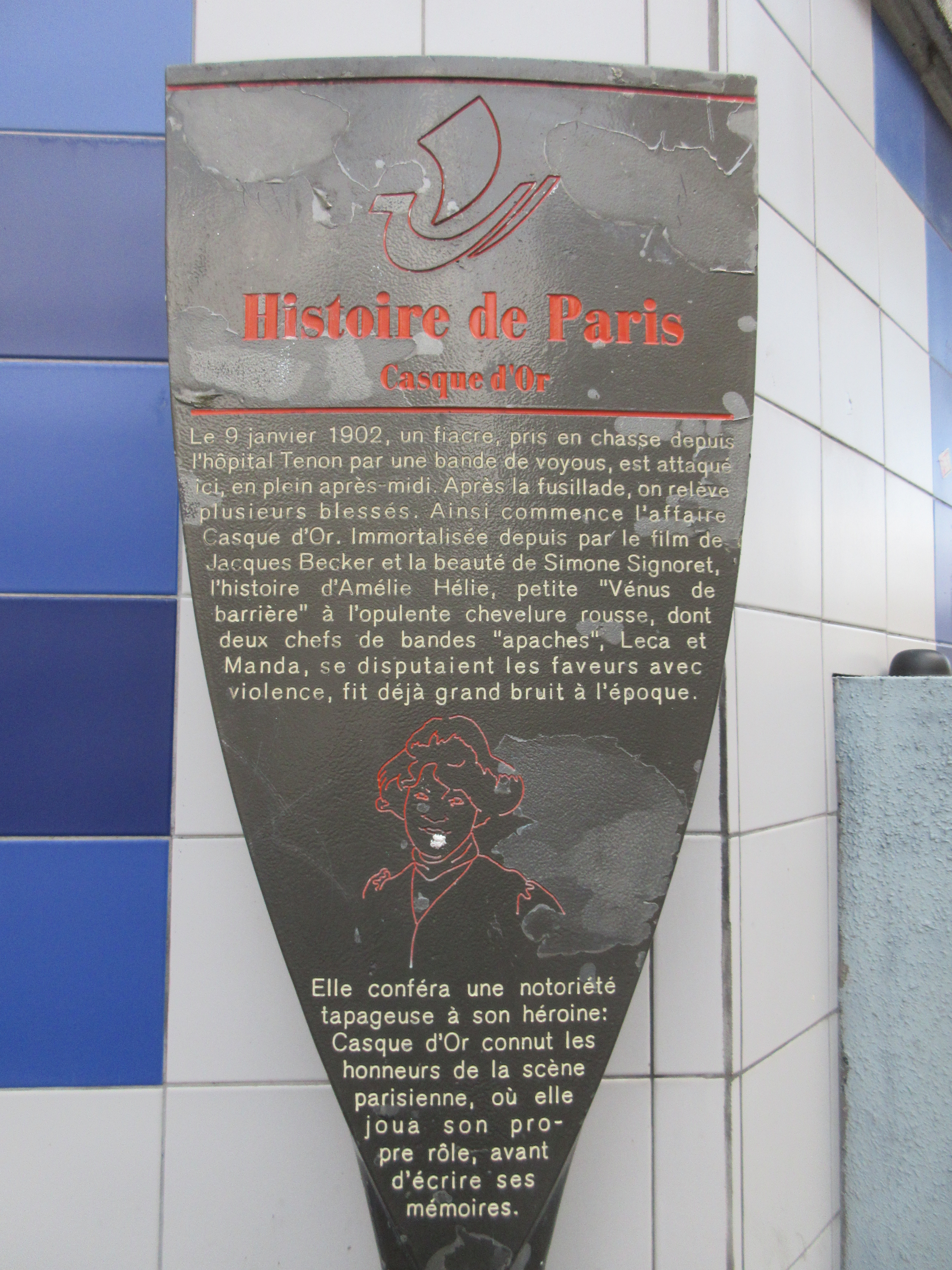
Panneau Histoire de Paris.

## Fiche technique
- Titre : Casque d'Or
- Réalisation : Jacques Becker, assisté de Marcel Camus, Michel Clément et Alain Jessua
- Scénario : Jacques Becker, Jacques Companéez
- Adaptation et dialogues : Jacques Becker
- Photographie : Robert Lefebvre
- Son : Antoine Petitjean
- Décors : Jean d'Eaubonne
- Montage : Marguerite Renoir
- Costumes : Georgette Fillon, dessinés par Mayo et exécutés par Marcelle Desvignes
- Coiffures : Alex Archambaudt
- Maquillage : Boris Karabanoff et Maguy Vernadet
- Musique : Georges van Parys
- Production : Speva-Films et Paris-Films-Production
- Sociétés de distribution : Discina
- Pays de production :  France
- Genre : Film dramatique
- Tournage du 24 septembre au 22 novembre 1951
- Format : Noir et blanc — 35 mm — 1,37:1 — Son : Mono (Optiphone)
- Durée : 96 minutes
- Dates de sortie : 
  - France : 12 mars 1952
  - États-Unis : 18 août 1952

## Distribution
- Simone Signoret : Marie, dite « Casque d'Or »
- Serge Reggiani : Georges dit « Jo » Manda
- Claude Dauphin : Félix Leca
- Raymond Bussières : Raymond dit « Le Boulanger »
- William Sabatier : Roland Dupuis
- Dominique Davray : Julie, une amie de Marie
- Claude Castaing : Fredo, un apache
- Émile Genevois : Billy, un apache
- Paul Azaïs : Ponsard, un apache
- Jean Clarieux : Paul, un apache
- Pierre Goutas : Guillaume, un apache
- Paul Barge : l'inspecteur Juliani
- Tony Corteggiani : le commissaire
- Gaston Modot : Danard, le patron de Jo
- Loleh Bellon : Léonie Danard, la fille du patron
- Yette Lucas : Adèle, la videuse de seaux
- Odette Barencey : la mère Eugène
- Fernand Trignol : le patron de l’Ange Gabriel
- Yvonne Yma : la patronne de l’Ange Gabriel
- Roland Lesaffre : Anatole, serveur à l’Ange Gabriel
- Pâquerette : la grand-mère d'Anatole
- Daniel Mendaille : le patron de la guinguette
- Suzanne Grey : une fille à la guinguette
- Joëlle Bernard : une fille à la guinguette
- Julien Maffre : Jacquet
- Christiane Minazzoli : Madeleine
- Léon Bary : un client chic
- Jean Degrave : un client chic
- Raphaël Patorni : un client chic
- Maurice Marceau : un client
- Pierre Leproux : un gendarme du fourgon
- Marcel Rouzé : un gendarme
- Marcel Melrac : un cocher
- Léon Pauléon : un cocher
- Roger Vincent : le médecin
- Pomme : la loueuse de chambre en face de la prison
- Jean Berton
- Jacqueline Cantrelle
- Henri Coutet
- Roger Dalphin
- Robert Mercier
- René Pascal

## Préparation, tournage et sortie
En 1987, après la mort de son père, Catherine Allégret retrouve dans les affaires de celui-ci un contrat de 1948 évoquant un projet de film intitulé Casque d'Or. La rencontre entre Signoret et Montand et le divorce de l'actrice d'avec Yves Allégret ont retardé le projet, qui a finalement été tourné à la fin de l'année 1951, avec Jacques Becker en lieu et place.
Le tournage a eu lieu dans les studios de Billancourt et, pour les extérieurs, à Annet-sur-Marne, Meaux (le mur de la prison) et Ménilmontant (notamment au 44, rue des Cascades pour la maison Leca). Une partie du tournage s'est passé dans le 18e arrondissement de Paris, plus précisément rue des Gardes : pendant quelques secondes à l'écran, on y voit une course dans des escaliers extérieurs. La rue Vilin dans le 20e arrondissement, munie d'escaliers, a aussi été un lieu de tournage.
Le film est tiré d’un fait divers qui se déroula dans le milieu des apaches parisiens, autour d’Amélie Élie, au début du XXe siècle. Jacques Becker s’inspira de gravures anciennes.
Le film fit l’objet d’une plainte pour « atteinte à la mémoire d’Amélie Élie » déposée par le mari de cette dernière. Le procès fut perdu en appel.
La scène finale où Georges Manda est guillotiné fut retirée du film à la demande de la censure cinématographique.
Casque d'Or fut considéré à sa sortie comme un échec commercial, ne gagnant sa réputation qu’au fil des ans.

## Bande-son
Plusieurs succès de la Belle Époque sont utilisés pour les scènes de bal, tels que Sobre las olas (Juventino Rosas, 1884), Komm Karlineken (plus connu en France sous le titre Viens poupoule) et Valse Bleue (Alfred Margis, 1899). La musique sur laquelle s'achève le film est Le Temps des cerises, composée par Jean Baptiste Clément.  Une chanson de Serge Reggiani rend hommage au film Casque d'Or et à Simone Signoret :  il s'agit d'Un menuisier dansait, disques Polydor, 1973 (réédition compilation en 3 CD, vol. 1, disque 3 La Chanson de Paul).

## Récompenses et distinctions
- BAFTA 1953 : meilleure actrice étrangère pour Simone Signoret dans le rôle-titre de Casque d'Or. Le titre anglais est Golden Helmet (en).

## Autour du film
- C'est après avoir vu ce film que Eunice Kathleen Waymon prit pour pseudonyme Nina Simone [4].

### Conférences
- Forum des images:Casque d'Or de Jacques Becker, analysé par Valérie Vignaux le 31 0ctobre 2007. Vidéo.